# 鍾鐵民
鍾鐵民（1941年1月15日—2011年8月22日），臺灣作家，客家人。創作文類以小說、散文為主，兼有儿童文学及電視劇本。創作內容多以客家農村為主題，而被稱為「農民作家」。為作家鍾理和之長子。
鍾鐵民出生於滿州國奉天市（今瀋陽市），1946年全家返回臺灣。9歲罹患脊椎結核，一度使其休學。1963年考上師大夜間部國文系時，也曾因疾病被拒絕入學，後經多方人士協助才得以核准入學。1969年畢業後至旗美高中任教。長期於報章雜誌上發表文章，出版《石罅中的小花》、《余忠雄的春天》、《約克夏的黃昏》等。曾獲第十五屆吳濁流文學獎正獎、賴和文學獎等。
1980年代開始籌備鍾理和紀念館、成立鍾理和文教基金會。1990年代投入鄉土運動和社會運動，包含編撰鄉土教材、辦理鄉土文學營、參與美濃反水庫運動，創立第一個農村型的旗美社區大學等，積極推動文學扎根。

## 生平
1941年出生於满洲国奉天省的奉天市（今辽宁省沈阳市），後父母遷到北平定居。1946年3月全家返台。9歲時罹患了所謂的蛀骨癆，即脊椎結核，使其一度病倒在床，休學兩年。1955年考取縣立美濃初中，1958年考取屏東縣內埔高中，1959年轉學至旗山中學高級部。1960年8月父親鍾理和病逝，當時僅為高中生的他此後與母親共同負擔起維持家計的重擔，照顧年幼的二妹一弟就學、成人。1961年7月旗山中學畢業，同年12月21日於《中國晚報》發表第一篇短文〈蒔田〉。
1961年3月1日於《聯合報》發表第一篇小說〈四眼與我〉。1963年考取師大夜間部國文系及政治大學夜間部，因身體疾病，註冊時未被接納，直到1964年3月由教育部公文核准，註冊成為師大學生。1965年出版短篇小說集《石罅中的小花》，1968年出版《菸田》。1969年畢業後返鄉至旗美高中任國文老師。1970年代以後有長篇小說《雨後》、短篇小說集《余忠雄的春天》等。
1969年，任「吳濁流文學獎基金會」管理委員，後多次擔任吳濁流文學獎評審。1974年結婚，育有三女。1980年開始籌備鍾理和紀念館、1984年，以〈大姨〉獲得第十五屆吳濁流文學獎正獎。1989年成立鍾理和文教基金會。1990年擔任《台灣文藝》編輯顧問。1992年開始主編中小學鄉土教材「我的家鄉」，並於1993年開始辦理鄉土文學營。1994年擔任美濃愛鄉協進會第一屆理事長，投入美濃反水庫運動。1994年，以《約克夏的黃昏》獲得賴和文學獎。1996年舉辦「笠山文學營」，並建造鍾理和雕像及臺灣文學步道。1997年退休。
2001年6月，出任中華民國政府行政院客家委員會委員及高雄縣社區大學主任，打造臺灣第一個農村型社區大學：旗美社區大學。2002年，任第三屆國家文化藝術基金會董事。一生在寫作之餘，積極參與社會公共事務、推動藝術文化發展與文學扎根。
2011年8月初，鍾鐵民入住高雄長庚醫院接受心導管手術，22日因嚴重心肺衰竭病逝，享壽70歲。

## 重要貢獻
- 1979年，在美濃創建台灣第一所由民間發起的文學紀念館，紀念平民文學家鍾理和。鍾理和紀念館[7]建館後，蒐集及保存台灣近、現代作家資料[8]，從發布籌建起事到建館完成，皆投注極大的心力，在有限的經費和人力資源下努力地維持紀念館的營運。
- 1992年，開始編輯撰寫客家文化語言與文學教材[9]。
- 1994年，創設美濃愛鄉協進會，為美濃反水庫運動的靈魂人物，於1998年在大路關恩公廟誓師[10]。後來也參與反對濁水溪口的「國光石化」開發案。
- 1993年開始辦理「鄉土文學營」，1996年開始籌辦高中生「笠山文學營」，扎根年輕人的文學教育。
- 2001年，參與建制高雄第一所農村型社區大學「旗美社區大學」。

## 政府褒揚
- 中華民國總統馬英九於2011年9月10日頒佈褒揚令[11][12]，褒揚鍾鐵民的貢獻：

“財團法人鍾理和文教基金會董事鍾鐵民，理致清遠，愷悌勞謙。幼時偃蹇躓頓，無畏脊椎病苦，果毅自持，克服逆境。少歲心織筆耕，以「蒔田」嶄露頭角，爰步入創作之途；嗣卒業國立臺灣師範大學國文系，遄返桑梓執教，陶鎔鼓鑄，樂育清芬。繼以《石罅中的小花》、《菸田》、《雨後》、《三伯公傳奇》等膾炙人口佳品，筆觸樸拙渾厚，風格沖靜寫實，勾勒農村生活圖景，享有農民作家稱譽。復打造鍾理和紀念館，創設美濃愛鄉協進會；悉力興辦笠山文學營，闢建本土文學步道；推展自然生態環保，投身社區人文關懷，涵濡啟迪，沾溉原鄉，允為南臺灣重要文學據點與觀光園區。曾獲頒臺灣文學獎、吳濁流文學獎暨客家貢獻獎等殊榮，志道游藝，卓蜚聲采。綜其生平，困阨彌堅，踐履生命核心價值；健筆如椽，恢弘客家文化精蘊，前緒遺風，輝耀蓬島。哲人其萎，愴悼殊殷，應予明令褒揚，用示政府崇禮英賢之至意。”
- 高雄市長陳菊也頒發了褒揚令，並表示鍾鐵民參與反美濃水庫活動，體現客家人「硬頸」精神[9]。

## 獲獎紀錄
- 1965年：〈山道〉得《幼獅文藝》徵文第二名
- 1987年：〈河鯉〉獲得「吳濁流文學獎」佳作
- 1982年：〈約克夏的黃昏〉獲得「洪醒夫小說獎」
- 1984年：〈大姨〉獲得第十五屆吳濁流文學獎正獎
- 1994年：《約克夏的黃昏》獲得賴和文學獎
- 2007年：獲客家貢獻獎傑出成就獎

## 著作出版
- 《石罅中的小花》（台北：幼獅文化， 1965）
- 《雨後》（台北：台灣省政府新聞處，1972）
- 《余忠雄的春天》（台北：東大出版社，1980）
- 《月光下的小鎮》（台北：省教育廳，1982）
- 《約克夏的黃昏》（高雄：高雄縣立文化中心，1993）
- 《三伯公傳奇》（台北：桂冠出版社，2001）
- 《山居散記》（高雄：百盛文化，2001）
- 《山城棲地》（高雄：串門出版社，2001）
- 《鄉居手記》（新北：未來出版社，2002）
- 《鍾鐵民全集》1-8冊（高雄：春暉出版社，2013）

## 外部連結
- 國立臺灣文學館-臺灣文學主題平台-鍾鐵民 （页面存档备份，存于）
- 台灣客家文學館－鍾鐵民 （页面存档备份，存于）
- 台灣大百科全書--鍾鐵民 （页面存档备份，存于）
- 鍾理和文教基金會
- 鍾鐵民紀念網站
- 鍾鐵民作者介紹 （页面存档备份，存于）